# Ил-90
Ил-90 — проект дальнемагистрального пассажирского самолёта ОКБ Ильюшина конца 1980-х — начала 1990-х годов, разрабатывался параллельно с проектом Ил-96, как дополнение к нему и как вариант замены Ил-62.
Ил-90 проектировался для перевозки грузов до 20 т на расстояния до 9000 км при эксплуатационной скорости 850 км/ч. Были варианты увеличения расстояния до 10 000—11 000 км для 20 т и до 12 000—13 000 км для 15 т грузов.
Предварительные исследования включали различные варианты расположения и количества двигателей, в том числе с двумя и тремя двигателями. Самое позднее предложение Ил-90-200 (1989 г.) предусматривало приведение в действие двумя двигателями НК-92 тягой по 18 000 кгс.
Проект был одобрен Генеральным проектировщиком в декабре 1988 года, но из-за длительного экономического кризиса в стране проект не был осуществлён.

## Возможное возрождение проекта
17 мая 2014 года в эфире радиостанции «Эхо Москвы» заместитель командующего ВДВ по материально-техническому обеспечению, полковник Нариман Тимергазин заявил, что новый военно-транспортный самолёт Ил-90 разрабатывается для российских Воздушно-десантных войск.  «Работа сейчас очень серьёзная ведется по авиации над новым видов самолётов Ил-90 <…> Принципиально новый вид самолёта должен появиться», — сказал он, не уточнив характеристики нового самолёта. Данная информация была широко растиражирована различными средствами массовой информации.

## Тактико-технические характеристики
Приведённые технические характеристики являются расчётными.
Источник данных: Taylor 1996 

Технические характеристики
- Экипаж: 2 пилота
- Грузоподъёмность: 20 т
- Длина: 58,1 м
- Размах крыла: 52,92 м
- Высота: 14.65 м
- Силовая установка: 2 × НК-93
- Тяга: 2 × 180 кН

Лётные характеристики
- Крейсерская скорость: 850 км/ч
- Практическая дальность: 11 000 км (с максимальной нагрузкой)
- Практический потолок: 12 000 м

## Аналоги
- Ил-62
- Boeing 787-8
- Airbus 330-200, Airbus A350 XWB-800